# Belgie na Letních olympijských hrách 1952
Belgie se účastnila Letní olympiády 1952 ve finských Helsinkách. Zastupovalo ji 135 sportovců (130 mužů a 5 žen) v 16 sportech.

## Medailisté
| Medaile | Jméno                                          | Sport      | Soutěž                          |
| ------- | ---------------------------------------------- | ---------- | ------------------------------- |
| Zlato   | André Noyelle                                  | Cyklistika | Muži silniční závod jednotlivců |
| Zlato   | Robert Grondelaers André Noyelle Lucien Victor | Cyklistika | Muži družstvo – hromadný start  |
| Stříbro | Robert Grondelaers                             | Cyklistika | Muži silniční závod jednotlivců |
| Stříbro | Robert Baetens Michel Knuysen                  | Veslování  | Muži dvojka bez kormidelníka    |